# Kjeld Abell
Kjeld Abell (født 25. august 1901 i Ribe, død 5. marts 1961 i København) var en dansk dramatiker og teatermaler.
Kjeld Abell blev student i 1919 og kom herefter på Kunstakademiet. Han blev cand.polit. i 1927. 
I sit arbejdsliv var han først dekorativ kunstner ved teatre i London og Paris 1927-1932. Han var ansat på reklamebureau 1932-1934. Han sad i Tivolis direktion 1941-1949 og var fra 1960 medlem af Det Danske Akademi.
Abell fornyede det danske teater med en meget eksperimenterende stil. Han er mest kendt for stykket Melodien der blev væk fra 1935 med indlagte viser af Sven Møller Kristensen som "Sangen om Larsen" med den kendte sætning "Det sku' vær' så godt, og så' det faktisk skidt" samt for Anna Sophie Hedvig fra 1938. Sidstnævnte er optaget i Kulturkanonen fra 2006.
I februar 1945 var han en af idémændene bag Danmarks Frihedssang.

## Værker
Filmmanuskripter
- Millionærdrengen – 1936
- Tak fordi du kom, Nick – 1941
- Regnen holdt op – 1942
- Ta' briller på – 1942

Skuespil
- Melodien der blev væk, 1935.
- Eva aftjener sin Barnepligt, 1936.
- Anna Sophie Hedvig, 1938.
- Judith, 1940.
- Dyveke, 1940.
- Dronning gaar igen, 1943.
- Silkeborg, 1946.
- Dage paa en sky, 1947.
- Ejendommen Matr.Nr. 267, Østre Kvarter, 1948. (Det kgl. Teaters adresse).
- Miss Plinckby's kabale, 1949.
- Vetsera blomstrer ikke for enhver, 1950.
- Den blå pekingeser, 1954.
- Andersen eller hans livs eventyr, 1955.
- Kameliadamen, 1959.
- Skriget, 1961.

Kjeld Abells skuespil findes bevaret i Dramatisk Bibliotek på Det Kongelige Bibliotek.
Andet
- Paraplyernes oprør, børnebog, 1937.
- Teaterstrejf i paaskevejr, teateressays, 1948.
- Fodnoter i støvet, rejsebeskrivelse, 1951.
- De tre fra Minikoi, roman, 1955.
- Synskhedens gave, essays (red. Elias Bredsdorff), 1962